# Quinteto de madeiras

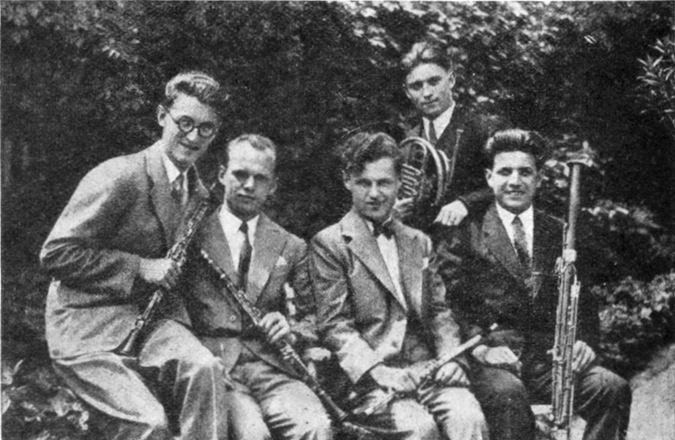
Quinteto de madeiras de Praga em 1931

O quinteto de madeiras é um arranjo de cinco madeiras, ou a música escrita para este arranjo. Inclui tipicamente flauta, oboé, clarinete, fagote e trompa, apesar de esta última ser um metal. A trompa, justamente, marca a diferença entre o típico quinteto de madeiras e o típico quarteto.
O quinteto de madeiras evoluiu do octeto favorecido na corte de José II do Sacro Império Romano-Germânico, que contava com dois oboés, dois clarinetes, dois fagotes e duas trompas. Uma forma primeva sua foi composta por Antonio Rosetti em 1781, mas o estilo apenas se popularizou no início do século XIX, inicialmente pelas obras de Nikolaus Schmitt e Giuseppe Maria Cambini.